# 驫舞劇場
驫舞劇場，是一個台灣的現代舞蹈表演團體，創立於2004年12月。「驫」由書法家張梅駒教授刻印，他建議將原構思的「馬場」命名，改成三匹馬的驫。成立之初，驫舞劇場清一色的男性熱血。成軍第四年，以《速度》首度入圍並拿下第六屆台新藝術表演藝術類大獎。

## 歷年舞作
- 2012 台北國家戲劇院實驗劇場 《兩男關係》
- 2012 校園巡迴《翻滾吧！舞男》
- 2011 華山1914文創園區東二館《繼承者》
- 2011 台北國家戲劇院實驗劇場 《我／不要／臉》
- 2010 台北國家戲劇院實驗劇場 《我》
- 2010 台北市社教館城市舞台《M_Dans 2010》
- 2009 台北藝術大學戲劇廳 《正在長高》
- 2008 台北國家戲劇院實驗劇場《骨》
- 2007 台北國家戲劇院實驗劇場《速度》
- 2005 台北皇冠小劇場 創團演出《M_Dans 2005》
- 2019 大觀藝術節「走向」《非常感謝您的參與》

## 外部連結
- [驫舞劇場官網 http://www.horse.org.tw/ （页面存档备份，存于）]